# Jorge Barrera
Jorge Barrera (* 1. Juli 1982 in Guadalajara, Jalisco) ist ein ehemaliger mexikanischer Fußballspieler auf der Position eines Verteidigers.

## Leben
Barrera begann seine Profikarriere bei seinem Heimatverein Club Deportivo Guadalajara, bei dem er von 2001 bis 2007 unter Vertrag stand. In seiner letzten Spielzeit bei Chivas (2006/07) spielte auf Leihbasis für andere Mannschaften und wurde 2007 an den Ligakonkurrenten Santos Laguna verkauft. Nachdem er auch dort ab 2010 vorwiegend auf Leihbasis für andere Vereine tätig gewesen war, wurde er an die Tiburones Rojos Veracruz abgegeben. Anschließend spielte er noch eine Halbsaison beim ebenfalls in seiner Heimatstadt beheimateten CD Estudiantes Tecos, bevor er seine aktive Laufbahn in Reihen des Celaya FC beendete.